# Остра могила (област Сливен)
 За другото българско село вижте Остра могила (област Стара Загора).  
Òстра могѝла е село в Югоизточна България, община Котел, област Сливен.

## География
Село Остра могила се намира на около 37 km северно от областния център Сливен, около 14 km север-северозападно от общинския център Котел и около 11 km южно от Омуртаг. Разположено е в южните разклонения на Лиса планина, по стръмния десен (западен) долинен склон на река Черна (ляв приток на река Голяма Камчия), на около 600 – 700 m от реката и около 120 m по-високо от нея. Надморската височина в селото намалява от около 680 m в югозападния му край до около 570 m в североизточния.
Общински път от Остра могила на север прави връзка с второкласния републикански път II-48, който на юг води през село Тича към град Котел, а на север – към град Омуртаг.
Землището на село Остра могила граничи със землищата на: село Горско село на север; село Зелена морава на север; село Пъдарино на североизток и изток; село Тича на югоизток; село Братан на югозапад и запад.
Населението на село Остра могила, наброявало 420 души при преброяването към 1934 г. и 544 към 1965 г., постепенно намалява до 118 (по Служебен документ на Националния статистически институт от 2021-12-31) към 2021 г.
При преброяването на населението към 1 февруари 2011 г., от обща численост 151 лица, за 3 лица е посочена принадлежност към „българска“ етническа група и за 148 – към „турска“.

## История
От 1934 г. дотогавашното село Сьобджилèр носи името Остра могила.
Липсват сведения откога в село Остра могила съществува училище. По спомени на хора от селото, събирани от бившия директор на училището Христо Иванов Дочев, през 1900 г. до джамията е построена сграда, която се използва за училище. Първият учител в него същевременно е и ходжа. През 1957 г. е построена нова сграда на училището. Преди 1967 г. директор на Народното основно училище „Васил Левски“ е бил редовният учител по турски и френски език Сюлейман Хюсеинов Мустафов. През тази учебна година се строи общежитие за учителите при училището, които са 9 души. От май 1983 г. започва разширение на училището. Строят се училищна работилница и две класни стаи с хранилища, които се завършват през 1985 г. Реконструира се и полудневната детска градина. През учебната 1986/1987 г. се построява ново учителско общежитие. От учебната 1996/1997 г. се водят вече два слети класа – II и IV и VI и VIII, тъй като учениците са намалели до 51. Водят се занимания и по турски език 4 часа седмично в началния и средния курс. Училището в село Остра могила действа до 2003 г., когато документацията му се предава за съхранение в Основно училище „Христо Ботев“, село Тича. 

## Обществени институции
Село Остра могила към 2023 г. е център на кметство Остра могила.
В село Остра могила към 2023 г. има:
- действащо читалище „Нов живот“;[10]
- джамия[11]